# Barri de les Delegacions de Pequín

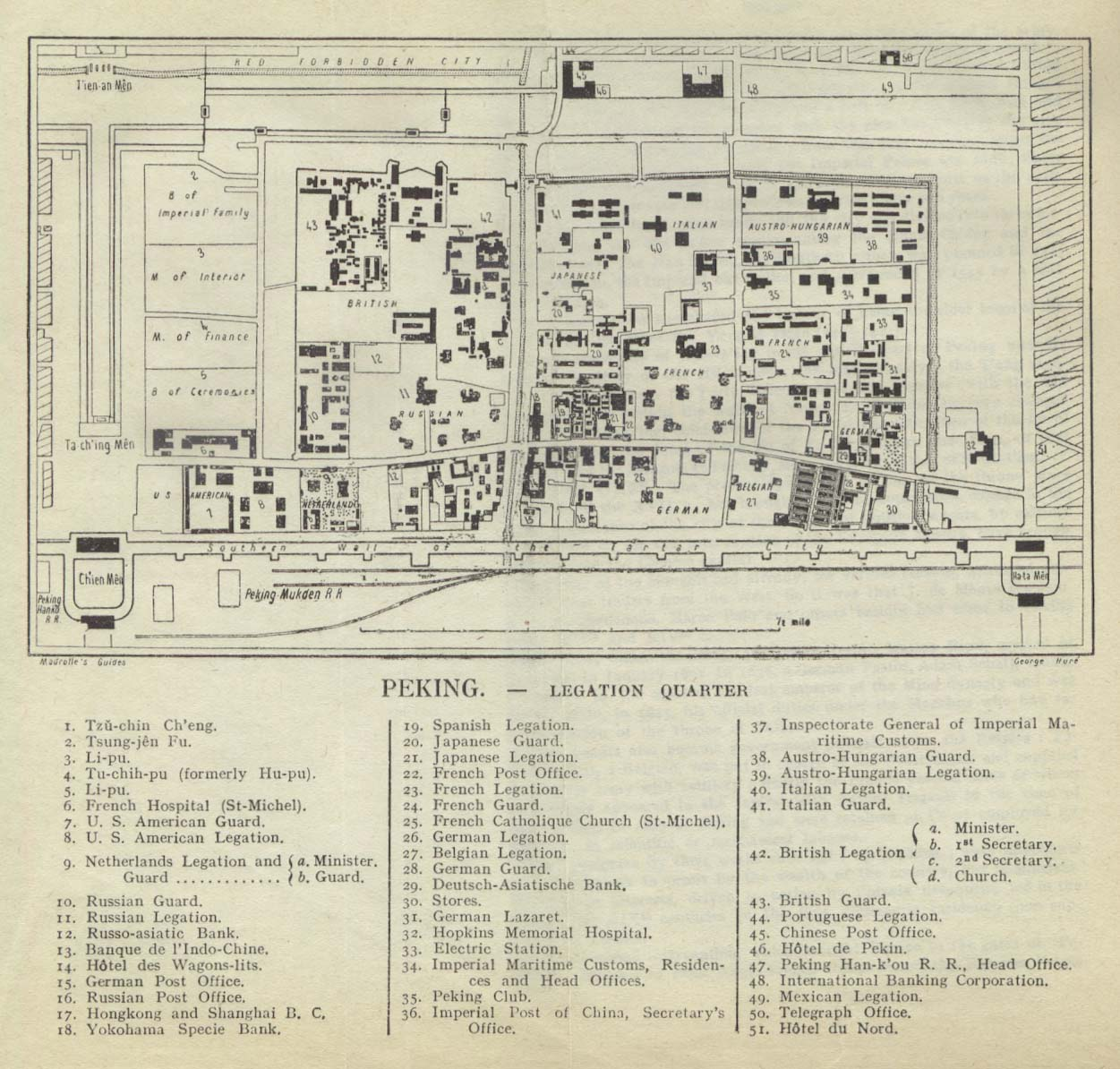
Mapa del barri de les Delegacions de Pequín el 1912

El Barri de les Delegacions de Pequín va ser una zona de Pequín on es trobaven una sèrie de legacions estrangeres entre el 1861 i el 1959. En xinès, la zona és coneguda com a Dōng jiāomín xiàng (東交民巷), que és el nom del hutong (carreró típic de Pequín) que la creua. Es troba enganxada al costat est de la plaça de Tian'anmen.

## Orígens
Durant el govern de la dinastia Yuan, el carrer va ser anomenat Dong Jiangmi Xiang (aproximadament "Ribera est-camí de l'arròs"). Va ser la ubicació de l'oficina d'impostos i duanes, a causa de la seva proximitat al port fluvial per on l'arròs i el gra arribaven a Pequín des de Jiangnan. Durant la dinastia Ming, un bon nombre de ministeris es van traslladar a la zona, inclòs els ministeri de Ritus, encarregat dels afers diplomàtics. Es van construir diversos albergs per a les missions tributàries procedents del Vietnam, Mongòlia, Corea i Burma.

## Barri de les Delegacions
Després de la derrota de la Xina a la Segona Guerra de l'Opi, el Zongli Yamen es va establir com una oficina d'afers exteriors de la dinastia Qing i els voltants de Dong Jiangmi Xiang es van obrir per a un nombre de delegacions estrangeres.
Les legacions estrangeres estaven originalment escampades a prop del govern imperial a la part sud del centre de la ciutat antiga de Pequín, a l'oest de la Plaça de Tian'anmen i el nord de Qianmen i Chongwenmen. Durant la Rebel·lió Boxer del 1900, el barri de les Legacions va convertir en el centre d'un incident internacional, ja que va ser assetjat pels bóxers durant mesos. Després que l'Aliança de les Vuit Nacions trenqués el setge, les potències estrangeres van obtenir el dret d'enviar-hi tropes per protegir les seves legacions segons els termes del Protocol Boxer. El barri de les legacions va ser envoltat per un mur i tots els xinesos residents a la zona van ser obligats a traslladar-se fora. Aïllat del seu entorn immediat, el barri va esdevenir una ciutat dins de la ciutat, exclusivament per als estrangers, i molts nacionalistes xinesos es van ofendre prenent el barri com un símbol de l'agressió estrangera.
Un dels termes del Protocol Bóxer, establia que s'havia de canviar el nom del carrer a "Carrer de les Legacions", amb el nom xinès canviat a Dong Jiaomin Xiang, un nom que sonava semblant a l'original, però es podia interpretar com "Carrer del Personal Diplomàtic ". La majoria dels ministeris xinesos van traslladar les seves oficines fora del carrer.
El 1937, després de l'esclat de la Segona Guerra Sinojaponesa, la majoria de les legacions estrangeres, a part de les Potències de l'Eix, van abandonar Pequín. Aleshores el Barri de les Delegacions va ser oficialment lliurat de nou al govern de la República de la Xina.

## Sota la República Popular de la Xina
En el moment de la creació de la República Popular de la Xina (1949), encara hi havia algunes legacions estrangeres, però després del 1959 les missions estrangeres es van traslladar a Sanlitun, fora de les antigues muralles de la ciutat de Pequín.
No obstant l'àrea va patir molt vandalisme durant la Revolució Cultural, encara va rebre més danys des de la dècada de 1980 a causa de la reurbanització de Pequín. Diversos edificis, com l'antic edifici de l'HSBC (HongKong and Shanghai Banking Corporation), van ser enderrocats per l'expansió de la carretera. Alguns edificis estaven ocupats per institucions governamentals. També s'hi van construir una sèrie de moderns edificis de gran alçada, que van canviar radicalment el paisatge urbà de la zona. No obstant ser la col·lecció més significativa d'edificis d'estil occidental de Pequín, la zona tenia una destinació turística i estava protegida per les ordenances municipals de preservació.
L'antic Barri de les Legacions és avui en dia, seu de diversos bons restaurants i de botigues al detall.
"Ch'ien Men 23," com es coneix el lloc, és un lloc de referència acuradament restaurat, on s'ha desenvolupat un estil de vida. És operat per Handel Lee, reconegut home de negocis de Pequín.